# Калач-Куртлакское сельское поселение
Калач-Куртлакское се́льское поселе́ние — муниципальное образование в Советском районе Ростовской области Российской Федерации.
Административный центр — слобода Калач-Куртлак.

## История
До Революции 1917 года здесь был основан посёлок Калач-Куртлакский в юрте станицы Краснощековской 2-го Донского округа Области Войска Донского. Располагался на берегу реки Куртлак (отсюда пошло и название: куртлак в переводе с татарского языка обозначает «сумасшедшая»).
По данным переписи 1897 года, в хуторе действовала Иоанно-Богославская церковь. К 1917 году здесь находились три ярмарки. Всего в слободе проживало более 1800 человек
По состоянию на 1925 год слобода значилась в составе Петровского сельсовета Обливского района Шахтинского округа. Тогда здесь проживало 1245 человек при 263 дворах.
Летом 1942 года, во время Второй мировой войны, слобода была оккупирована немецкими войсками. Была освобождена частями Красной Армии в ноябре того же года.
К 1950 году слобода стала административным центром сельсовета Чернышковского района Ростовской области.
В июле 1957 года слобода была передана в Советский район, а в феврале 1963 года — в Обливский район.
С 1 января 1991 и по сей день слобода Калач-Куртлак входит в состав Советского сельского района Ростовской области.

## Состав сельского поселения
| № | Населённый пункт | Тип населённого пункта          | Население |
| - | ---------------- | ------------------------------- | --------- |
| 1 | Калач-Куртлак    | слобода, административный центр | 659       |
| 2 | Наумов           | хутор                           | 84        |
| 3 | Новорябухин      | хутор                           | 200       |
| 4 | Петрово          | слобода                         | 387       |
| 5 | Русская          | слобода                         | 18        |
| 6 | Средняя Гусынка  | хутор                           | 81        |

## Население
| \| 2010[3] \| 2012[4] \| 2013[5] \| 2014[6] \| 2015[7] \| 2016[8] \| 2017[9] \| \| -------- \| -------- \| -------- \| ------- \| ------- \| ------- \| ------- \| \| 1429 \| ↘1405 \| ↘1398 \| ↘1374 \| ↘1340 \| ↘1338 \| ↘1312 \| \| 2018[10] \| 2019[11] \| 2020[12] \| 2021[2] \| \| \| \| \| ↘1289 \| ↘1266 \| ↘1263 \| ↘1257 \| \| \| \| 250 500 750 1000 1250 1500 2010 2016 2021 |       |       |       |       |       |       |
| 2010 | 2012  | 2013  | 2014  | 2015  | 2016  | 2017  |
| 1429 | ↘1405 | ↘1398 | ↘1374 | ↘1340 | ↘1338 | ↘1312 |
| 2018 | 2019  | 2020  | 2021  |       |       |       |
| ↘1289 | ↘1266 | ↘1263 | ↘1257 |       |       |       |